# داگ آلدریچ
داگ آلدریچ (انگلیسی: Doug Aldrich؛ زادهٔ ۱۹ فوریهٔ ۱۹۶۴) یک موسیقی‌دان اهل ایالات متحده آمریکا است.